# فری‌مغناطیس

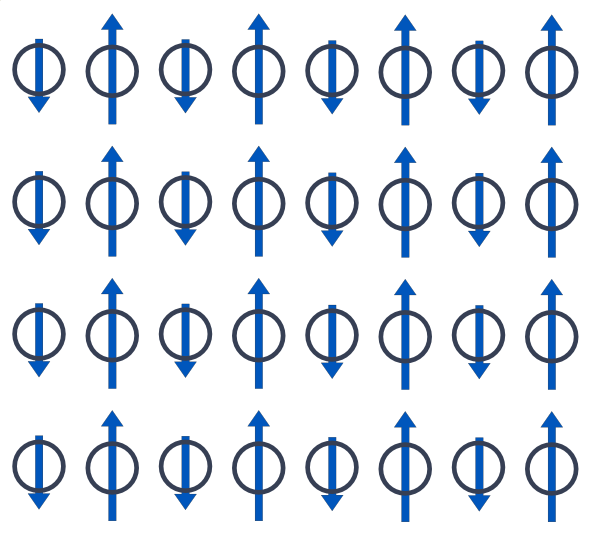
Ferrimagnetic ordering

فِرّی‌مغناطیس(به انگلیسی: ferrimagnetic)به دسته‌ای از مواد مغناطیسی گفته می‌شود که در آن‌ها گشتاورهای مغناطیسی اتمی هم‌جهت نیستند مانند ضد فرومغناطیس، اما این گشتاورها از نظر اندازه نابرابر هستند، بنابراین یک مغناطش خود به خود باقی می‌ماند . برای مثال این می تواند زمانی رخ دهد که گروهی از اتم ها یا یون های مختلف (مانند Fe2+ و Fe3+) تشکیل شده اند، این اتفاق می افتد.
فری مغناطیس اغلب با فرو مغناطیس اشتباه گرفته شده است. مگنتیت (Fe3O4) ،قدیمی ترین ماده مغناطیسی شناخته شده که  قبل از اینکه لویی نیل در سال 1948 آن را به عنوان فری مغناطیس  طبقه بندی کند، با فرو مغناطیس شناخته میشد. از زمان کشف، کاربردهای متعددی برای مواد فرومغناطیسی، مانند صفحات هارد دیسک و کاربردهای زیست پزشکی یافت شده است.

## تاریخچه
تا قرن بیستم، تمام مواد مغناطیسی طبیعی، فرومغناطیس نامیده می شدند. در سال 1936، لویی نیل مقاله ای را منتشر کرد که در آن وجود شکل جدیدی از مغناطیس همکاری کننده  را طرح کرد، او آن را ضد فرومغناطیس(به انگلیسی: antiferromagnetism)نامید. فیزیکدان فرانسوی چارلز گیلو در حین کار با Mn2Sb  کشف کرد که تئوری های فعلی در مورد مغناطیس برای توضیح رفتار ماده کافی نیست و مدلی برای توضیح رفتار درست کرد. در سال 1948، نیل مقاله ای در مورد نوع سوم مغناطیس همکاری کننده را بر اساس فرضیات مدل گیلو منتشر کرد. او آن را فری مغناطیس نامید. در سال 1970، نیل برای کارش در مغناطیس جایزه نوبل فیزیک را دریافت کرد.

## منشا فیزیکی
فری مغناطیس دارای منشأ فیزیکی مشابه فرومغناطیس و ضد فرومغناطیس است. در مواد فرومغناطیسی، مغناطش نیز توسط ترکیبی از برهمکنش‌های دوقطبی-دوقطبی و برهمکنش‌های تبادلی ناشی از اصل طرد پائولی ایجاد می‌شود. تفاوت اصلی در مواد فری مغناطیسی  این است که انواع مختلفی از اتم ها در سلول واحد ماده وجود دارد. نمونه ای از آن را می توان در شکل سمت چپ مشاهده کرد. در اینجا اتم هایی با گشتاور مغناطیسی کوچکتر در جهت مخالف گشتاورهای بزرگتر قرار می گیرند. این آرایش مشابه آنچه در مواد ضد فرومغناطیسی وجود دارد، است، اما در مواد فرومغناطیسی، گشتاور خالص غیر صفر است، زیرا گشتاورهای مخالف در اندازه متفاوت هستند.

فری مغناطیس‌ها دمای بحرانی دارند که بالاتر از آن، مانند فرومغناطیس‌ها به یک پارامغناطیس تبدیل می‌شوند.در این دما ( دمای کوری) یک انتقال فاز مرتبه دوم وجود دارد و سیستم دیگر نمی تواند مغناطش خود به خودی را حفظ کند. این به این دلیل است که در دماهای بالاتر، حرکت حرارتی به اندازه‌ای قوی است که دیگر تمایلی برای به صف کردن دوقطبی‌ها ندارد و از فراتر می‌رود.

## خاصیت و کاردبرد ها
مواد فری مغناطیسی دارای مقاومت بالایی و خواص ناهمسانگردی می باشند. ناهمسانگردی در واقع توسط یک میدان کاربردی خارجی القا می شود. هنگامی که این میدان اعمال شده با دوقطبی های مغناطیسی همسو می شود، یک گشتاور دوقطبی مغناطیسی خالص ایجاد می کند و باعث می شود که دوقطبی های مغناطیسی در فرکانس کنترل شده توسط میدان اعمال شده، به نام لارمور یا فرکانس تقدم، پیشروی کنند. به عنوان یک مثال خاص، سیگنال مایکروویو به صورت دایره ای قطبیده شده در همان جهتی که این تقدم به شدت با گشتاورهای دوقطبی مغناطیسی در تعامل است. هنگامی که در جهت مخالف قطبیده می شود، تعامل بسیار کم است. هنگامی که تعامل قوی باشد، سیگنال مایکروویو می تواند از مواد عبور کند. این خاصیت جهت دار در ساخت دستگاه های مایکروویو مانند ایزولاتورها، سیرکولاتورها و چرخاننده ها استفاده می شود. از مواد فری مغناطیسی نیز برای تولید عایق های نوری و سیرکولاتورها استفاده می شود. از کانی های فری مغناطیسی در انواع سنگ های مختلف برای مطالعه خواص ژئومغناطیسی تاریخی زمین و سایر سیارات استفاده می شود. آن رشته مطالعاتی به عنوان دیرینه مغناطیس شناسی (به انگلیسی: paleomagnetism)شناخته می شود. علاوه بر این، نشان داده شده است که آهنربای آهنی مانند مگنتیت می تواند برای ذخیره انرژی حرارتی استفاده شود.